# Douglas Edwards

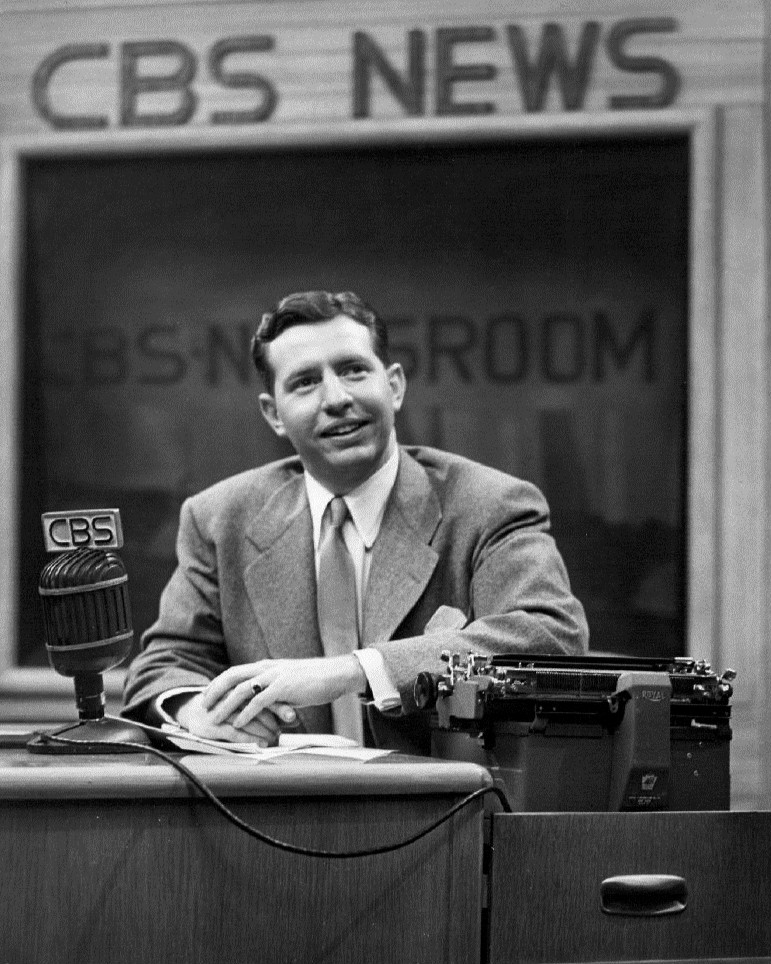
Douglas Edwards w 1952 roku

Douglas Edwards (ur. 14 lipca 1917, Ada, Oklahoma  – zm. 13 października 1990) - pierwszy amerykański telewizyjny anchor wiadomości w dużej stacji, mianowicie CBS (1948-62).
Zaczynał jako spiker wiadomości w rozgłośniach radiowych w Atlancie i Detroit. W 1942 roku zatrudnił się w radiu CBS i został tam prowadzącym wieczorny serwis informacyjny The World Today oraz popołudniowy niedzielny program World News Today. Wyróżnił się podczas relacji z lądowania w Normandii. W 1948 roku przeszedł do telewizji, gdzie relacjonował od razu konwencje partii politycznych i poprowadził dziennik.
W połowie lat 50. jego dziennik, wtedy pod nazwą Douglas Edwards with the News, miał prawie 30 milionów widzów. Pokonał pod względem oglądalności swojego rywala Johna Camerona Swayze z NBC News. Pięciokrotnie relacjonował jako reporter konkurs Miss America, a także próbę zabicia Harry'ego Trumana, koronację Elżbiety II w 1952 roku, zatonięcie statku SS Andrea Doria (1956, także w słynnym materiale radiowym).
Potem zaczął przegrywać z parą Huntley-Brinkley i zastąpił go Walter Cronkite. Edwards powrócił do radia CBS i przez wiele lat prowadził tam prestiżowe wieczorne wiadomości. W telewizji CBS prezentował kilkuminutowe skróty informacji aż do kwietnia 1988 roku, kiedy to przeszedł na emeryturę. Zmarł na raka w wieku 73 lat.